# Copa de Alemania 2023-24
La DFB-Pokal 2023-24 fue la 81.ª edición de esta competición anual de la Copa de Alemania. Inició el 11 de agosto de 2023 con la primera ronda y finalizó el 25 de mayo de 2024 en el estadio Olímpico de Berlín. El campeón participó en la Supercopa de Alemania 2024 y en la Liga Europa de la UEFA 2024-25. El RB Leipzig fue el campeón defensor.

## Calendario
Todos los sorteos generalmente se realizaron en el Museo Alemán de Fútbol en Dortmund, en domingo por la noche a las 18:30 después de cada ronda (a menos que se indicaba lo contrario). Los sorteos fueron televisados por ARD y Sportschau. A partir de los cuartos de final, el sorteo de DFB-Pokal Femenina también se llevó a cabo al mismo tiempo. Las diferentes rondas fueron programadas de la siguiente forma:
| Ronda            | Fecha de sorteo         | Partidos                                        |
| ---------------- | ----------------------- | ----------------------------------------------- |
| Primera ronda    | 18 de junio de 2023     | 11 de agosto al 27 de septiembre de 2023        |
| Segunda ronda    | 1 de octubre de 2023    | 31 de octubre y 1 de noviembre de 2023          |
| Octavos de final | 5 de noviembre de 2023  | 5–6 de diciembre de 2023                        |
| Cuartos de final | 10 de diciembre de 2023 | 30 de enero al 12 de marzo de 2024              |
| Semifinales      | 11 de febrero de 2024   | 2–3 de abril de 2024                            |
| Final            | 11 de febrero de 2024   | 25 de mayo de 2024 en el Olympiastadion, Berlín |

## Equipos participantes
Participaron 64 equipos: los 18 equipos de la 1. Bundesliga 2022-23, los 18 equipos de la 2. Bundesliga 2022-23, los cuatro mejores equipos de la 3. Liga 2022-23 y 24 equipos de las 21 Copas Regionales 2022-23, (las Copas Regionales Westfalia, Baviera y Baja Sajonia tuvieron dos representantes cada una, las otras Copas Regionales solo uno).
| Bundesliga Los 18 clubes de la temporada 2022-23. | 2. Bundesliga Los 18 clubes de la temporada 2022-23. | 3. Liga Los mejores 4 clubes de la temporada 2022-23. |
| - Augsburgo - Bayer Leverkusen - Bayern Múnich - Bochum - Borussia Dortmund - Borussia Mönchengladbach - Colonia - Eintracht Fráncfort - Friburgo - Hertha Berlín - Hoffenheim - Maguncia 05 - RB Leipzig - Schalke 04 - Stuttgart - Unión Berlín - Werder Bremen - Wolfsburgo | - Arminia Bielefeld - Darmstadt 98 - Eintracht Brunswick - Fortuna Düsseldorf - Greuther Fürth - Hamburgo - Hannover 96 - Hansa Rostock - Heidenheim - Holstein Kiel - Jahn Ratisbona - Kaiserslautern - Karlsruher - Magdeburgo - Núremberg - Paderborn 07 - Sandhausen - San Pauli | - Elversberg - Osnabrück - Wehen Wiesbaden - Saarbrücken |
| Representativos de las asociaciones regionales Los 24 representativos de 21 asociaciones regionales de la DFB, clasificaron a través de Copas Regionales 2022-23. | | |
| - Baden Astoria Walldorf - Baviera Illertissen (GC) Unterhaching (RL) - Berlín Makkabi Berlín - Brandeburgo Energie Cottbus - Bremen Oberneuland - Hamburgo Teutonia Ottensen - Hesse FSV Frankfurt                                                                            | - Baja Renania Rot-Weiss Essen - Baja Sajonia Atlas Delmenhorst (3L/RL) Bersenbrück (AM) - Mecklenburgo-Pomerania Rostocker - Renania Media Viktoria Colonia - Renania Rot-Weiß Coblenza - Sarre Homburgo - Sajonia Lokomotive Leipzig                                               | - Sajonia-Anhalt Hallescher - Schleswig-Holstein Lübeck - Baden del Sur Oberachern - Suroeste Schott Maguncia - Turingia Carl Zeiss Jena - Westfalia Gütersloh (GC) Preußen Münster (OL) - Wurtemberg Balingen |

## Formato

### Participación
La DFB-Pokal comenzó con una ronda de 64 equipos. Los 36 equipos de la Bundesliga y 2. Bundesliga, junto con los 4 primeros clasificados de la 3. Liga se calificaron automáticamente para el torneo. De los restantes cupos, 21 se otorgaron a los ganadores de las copas de las asociaciones regionales de fútbol, el Verbandspokal o Copas Regionales. Los 3 cupos restantes se asignaron a las tres asociaciones regionales con la mayoría de los equipos, que fueron Baviera, Baja Sajonia y Westfalia. El equipo amateur mejor clasificado de Regionalliga Bayern recibió el lugar para Baviera. Para Baja Sajonia, la Copa de Baja Sajonia se dividió en dos llaves: uno para 3. Liga y Regionalliga Nord, y el otro para equipos amateur. Los ganadores de cada llave calificaron. Para Westfalia, el ganador de un play-off entre el equipo mejor clasificado de la Regionalliga West y la Oberliga Westfalen también se clasificó. Como cada equipo tuvo derecho a participar en torneos locales que calificaban para las copas de la asociación, cada equipo podía, en principio, competir en el DFB-Pokal. Los equipos de reserva y las secciones de fútbol combinadas no podían entrar, junto con dos equipos de la misma asociación o corporación.

### Sorteo
Los sorteos para las diferentes rondas se realizaron de la siguiente manera:
Para la primera ronda, los equipos participantes se dividieron en dos bombos de 32 equipos cada uno. El primer bombo contuvo todos los equipos que se clasificaron a través de sus competiciones de copa regionales, los mejores cuatro equipos de la 3. Liga y los cuatro equipos inferiores de la 2. Bundesliga. Cada equipo de este bombo fue emparejado con un equipo del segundo bombo, que contuvo todos los equipos profesionales restantes (todos los equipos de la Bundesliga y los catorce equipos restantes de la 2. Bundesliga). Los equipos del primer bombo se establecieron como el equipo local en el proceso del sorteo.
El escenario de dos bombos también se aplicó para la segunda ronda, con los restantes equipos de la 3. Liga y/o equipo(s) amateur(s) en el primer bombo y los restantes equipos de la Bundesliga y 2. Bundesliga en el otro bombo. Una vez más, la 3. Liga y/o equipo(s) amateur(s) sirvieron como anfitriones. Sin embargo, esta vez los bombos no tuvieron que ser de la misma cantidad, dependiendo de los resultados de la primera ronda. Teóricamente, incluso era posible que haya un solo bombo, si todos los equipos de uno de los bombos de la primera ronda vencían a todos los demás en el segundo bombo. Una vez que un bombo estuviera vacío, los pares restantes se extraerían del otro bombo con el primer equipo sorteado para un partido que sirviera como anfitriones.
Para las rondas restantes, el sorteo se realizó desde un solo bote. Cualquier equipo de la 3. Liga y/o equipo(s) amateur(s) era el equipo local si se emparejaba contra un equipo profesional. En todos los demás casos, el primer equipo seleccionado sirvió como anfitrión.

### Sistema de juego
Los equipos se enfrentaron en un solo partido por ronda. En caso de empate en tiempo reglamentario, se añadieron dos tiempos suplementarios de quince minutos cada uno y si el encuentro seguía igualado, la tanda de penaltis definió que equipo avanzaba a la siguiente fase. Un total de siete jugadores podían aparecer en el banco de suplentes, y se permitieron hasta cinco sustituciones durante los 90 minutos. Después de la aprobación por la IFAB en 2016, se permitió el uso de un cuarto sustituto en tiempo adicional como parte de un proyecto piloto. A partir de los cuartos de final, un árbitro asistente de video fue designado para todos los partidos de DFB-Pokal. Aunque técnicamente era posible, el VAR no se utilizó para los partidos en casa de los clubes de la Bundesliga antes de los cuartos de final para brindar un enfoque uniforme a todos los partidos.

### Clasificación
El ganador de la DFB-Pokal obtuvo la calificación automática para la fase de liga de la edición del próximo año de la Liga Europa de la UEFA. Si ya se habían clasificado para la Liga de Campeones de la UEFA a través de la posición en la Bundesliga, el puesto fue al equipo en sexto o séptimo lugar, y la segunda ronda de clasificación de la liga fue para el equipo en séptimo u octavo lugar. El ganador también recibió la Supercopa de Alemania al comienzo de la próxima temporada, y se enfrentó al campeón de la Bundesliga del año anterior, a menos que el mismo equipo gane la Bundesliga y la DFB-Pokal, completando un doblete. En ese caso, el subcampeón de la Bundesliga tomó el lugar y el anfitrión en su lugar.
El fixture fue el siguiente:

## Partidos
Se llevaron a cabo un total de sesenta y tres partidos, comenzando con la primera ronda el 11 de agosto de 2023 y culminando con la final el 25 de mayo de 2024 en el Olympiastadion en Berlín.
Los horarios hasta el 28 de octubre de 2023 y desde el 31 de marzo de 2024 fueron CEST (UTC+2). Los horarios del 29 de octubre de 2023 al 30 de marzo de 2024 fueron CET (UTC+1).

### Primera ronda
El sorteo de la primera ronda se celebró el 18 de junio de 2023 a las 18:30 con Sarah Vogel sorteando los partidos. Treinta partidos tuvieron lugar del 11 al 14 de agosto de 2023, los restantes dos partidos que involucraron a los participantes de la Supercopa 2023 (jugada el 12 de agosto), tuvieron lugar el 26 y 27 de septiembre de 2023.
| 11 de agosto de 2023 | Sandhausen                                             | 3:3 (3:3, 1:2) (t. s.)(4:2 p.) | Hannover 96                                 | BWT-Stadion am Hardtwald, Sandhausen                    |                                                         |
| 18:00                | Hennings 45+3' (pen.) · Maciejewski 77' · Knipping 86' | DFB Reporte Soccerway Reporte  | Schaub 27' · Halstenberg 43' · Teuchert 82' | Asistencia: 4605 espectadores Árbitro(s): Deniz Aytekin | Asistencia: 4605 espectadores Árbitro(s): Deniz Aytekin |
|                      |                                                        | Tiros desde el punto penal     |                                             |                                                         |                                                         |
|                      | Diekmeier · Mühling · Maciejewski · El-Zein            |                                | Besuschkow · Tresoldi · Halstenberg · Ernst |                                                         |                                                         |

| 11 de agosto de 2023 | Saarbrücken              | 2:1 (0:0)                     | Karlsruher | Ludwigsparkstadion, Sarrebruck                           |                                                          |
| 18:00                | Civeja 47' · Brünker 90' | DFB Reporte Soccerway Reporte | Stindl 65' | Asistencia: 14 284 espectadores Árbitro(s): Arne Aarnink | Asistencia: 14 284 espectadores Árbitro(s): Arne Aarnink |

| 11 de agosto de 2023 | Bersenbrück | 0:7 (0:4)                     | Borussia Mönchengladbach                                                  | Stadion Bremer Brücke, Osnabrück                             |                                                              |
| 18:00                |             | DFB Reporte Soccerway Reporte | Honorat 21', 56' · Ngoumou 26' · Čvančara 32', 34' · Hack 77' · Ranos 89' | Asistencia: 16 098 espectadores Árbitro(s): Alexander Sather | Asistencia: 16 098 espectadores Árbitro(s): Alexander Sather |

| 11 de agosto de 2023 | Eintracht Brunswick | 1:3 (1:2)                     | Schalke 04                             | Eintracht-Stadion, Brunswick                                |                                                             |
| 20:45                | Ujah 12'            | DFB Reporte Soccerway Reporte | Karaman 19' · Seguin 42' · Latza 90+4' | Asistencia: 21 800 espectadores Árbitro(s): Patrick Ittrich | Asistencia: 21 800 espectadores Árbitro(s): Patrick Ittrich |

| 12 de agosto de 2023 | Balingen | 0:4 (0:3)                     | Stuttgart                                        | Stadion an der Kreuzeiche, Reutlingen                     |                                                           |
| 13:00                |          | DFB Reporte Soccerway Reporte | Millot 25' · Silas 34' · Guirassy 43' · Endō 55' | Asistencia: 13 400 espectadores Árbitro(s): Robert Kampka | Asistencia: 13 400 espectadores Árbitro(s): Robert Kampka |

| 12 de agosto de 2023 | Carl Zeiss Jena | 0:7 (0:2)                     | Hertha Berlín                                                                       | Ernst-Abbe-Sportfeld, Jena                               |                                                          |
| 13:00                |                 | DFB Reporte Soccerway Reporte | Dárdai 6' · Tabaković 47' · Richter 49', 52' · Uremović 59' · Hennings 45+3' (pen.) | Asistencia: 13 000 espectadores Árbitro(s): Florian Heft | Asistencia: 13 000 espectadores Árbitro(s): Florian Heft |

| 12 de agosto de 2023 | Atlas Delmenhorst | 0:5 (0:1)                     | San Pauli                                                                     | Stadion an der Düsternortstraße, Delmenhorst                 |                                                              |
| 15:30                |                   | DFB Reporte Soccerway Reporte | Smith 24' · Schobert 58' (a.g.) · Saad 68' · Hartel 70' (pen.) · Afolayan 88' | Asistencia: 4999 espectadores Árbitro(s): Patrick Schwengers | Asistencia: 4999 espectadores Árbitro(s): Patrick Schwengers |

| 12 de agosto de 2023 | Oberneuland | 1:9 (0:6)                     | Núremberg                                                                                           | Marko Mock Arena, Bremen                              |                                                       |
| 15:30                | Lambers 89' | DFB Reporte Soccerway Reporte | Uzun 10', 14', 67' · Hayashi 15' · Gürleyen 19' · Duman 24', 29' (pen.) · Goller 71' · Daferner 90' | Asistencia: 2187 espectadores Árbitro(s): Lukas Benen | Asistencia: 2187 espectadores Árbitro(s): Lukas Benen |

| 12 de agosto de 2023 | Schott Maguncia | 1:6 (1:3)                     | Borussia Dortmund                                                     | Mewa Arena, Maguncia                                       |                                                            |
| 15:30                | Gans 34'        | DFB Reporte Soccerway Reporte | Haller 22', 35' · Brandt 24' · Sabitzer 57' · Malen 79' · Moukoko 85' | Asistencia: 30 312 espectadores Árbitro(s): Benjamin Brand | Asistencia: 30 312 espectadores Árbitro(s): Benjamin Brand |

| 12 de agosto de 2023 | Viktoria Colonia                   | 3:2 (1:0)                     | Werder Bremen                     | Sportpark Höhenberg, Colonia                               |                                                            |
| 15:30                | Philipp 72', 79' · Bogićević 90+4' | DFB Reporte Soccerway Reporte | Ducksch 43' · Füllkrug 77' (pen.) | Asistencia: 8343 espectadores Árbitro(s): Frank Willenborg | Asistencia: 8343 espectadores Árbitro(s): Frank Willenborg |

| 12 de agosto de 2023 | Teutonia Ottensen | 0:8 (0:3)                     | Bayer Leverkusen                                                                                          | Millerntor-Stadion, Hamburgo                          |                                                       |
| 15:30                |                   | DFB Reporte Soccerway Reporte | Tapsoba 16' · Boniface 42' · Wirtz 45+1' · Adli 59' (pen.) · Frimpong 67' · Hložek 74', 90' · Hofmann 81' | Asistencia: 11 035 espectadores Árbitro(s): Tom Bauer | Asistencia: 11 035 espectadores Árbitro(s): Tom Bauer |

| 12 de agosto de 2023 | Gütersloh | 0:2 (0:0)                     | Holstein Kiel          | Heidewaldstadion, Gütersloh                              |                                                          |
| 15:30                |           | DFB Reporte Soccerway Reporte | Friðjónsson 72', 90+3' | Asistencia: 5259 espectadores Árbitro(s): Patrick Kessel | Asistencia: 5259 espectadores Árbitro(s): Patrick Kessel |

| 12 de agosto de 2023 | Hallescher | 0:1 (0:1)                     | Greuther Fürth | Leuna Chemie Stadion, Halle                               |                                                           |
| 18:00                |            | DFB Reporte Soccerway Reporte | Sieb 18'       | Asistencia: 13 000 espectadores Árbitro(s): Florian Exner | Asistencia: 13 000 espectadores Árbitro(s): Florian Exner |

| 12 de agosto de 2023 | Elversberg | 0:1 (0:0)                     | Maguncia 05 | Waldstadion Kaiserlinde, Spiesen-Elversberg                 |                                                             |
| 18:00                |            | DFB Reporte Soccerway Reporte | Ajorque 73' | Asistencia: 10 000 espectadores Árbitro(s): Martin Petersen | Asistencia: 10 000 espectadores Árbitro(s): Martin Petersen |

| 12 de agosto de 2023 | Arminia Bielefeld                    | 2:2 (2:2, 2:1) (t. s.)(4:1 p.) | Bochum                     | SchücoArena, Bielefeld                                     |                                                            |
| 18:00                | Shipnoski 25' · Biankadi 29'         | DFB Reporte Soccerway Reporte  | Asano 45+2' · Zoller 90+1' | Asistencia: 21 452 espectadores Árbitro(s): Sven Jablonski | Asistencia: 21 452 espectadores Árbitro(s): Sven Jablonski |
|                      |                                      | Tiros desde el punto penal     |                            |                                                            |                                                            |
|                      | Klos · Gohlke · Wintzheimer · Mizuta |                                | Hofmann · Stöger · Mašović |                                                            |                                                            |

| 13 de agosto de 2023 | Rostocker | 0:8 (0:5)                     | Heidenheim                                                                                    | Ostseestadion, Rostock                                   |                                                          |
| 13:00                |           | DFB Reporte Soccerway Reporte | Beck 9' · Kleindienst 12', 15' · Maloney 18' · Pieringer 38', 72' · Dinkçi 53' · Schimmer 87' | Asistencia: 3500 espectadores Árbitro(s): Nicolas Winter | Asistencia: 3500 espectadores Árbitro(s): Nicolas Winter |

| 13 de agosto de 2023 | Rot-Weiss Essen                        | 3:4 (3:3, 1:1) (t. s.)        | Hamburgo                                  | Stadion an der Hafenstraße, Essen                        |                                                          |
| 13:00                | Müsel 42' · Doumbouya 56' · Brumme 83' | DFB Reporte Soccerway Reporte | Jatta 37', 54' · Glatzel 66' · Bénes 117' | Asistencia: 18 600 espectadores Árbitro(s): Felix Zwayer | Asistencia: 18 600 espectadores Árbitro(s): Felix Zwayer |

| 13 de agosto de 2023 | Illertissen   | 1:3 (1:2)                     | Fortuna Düsseldorf                               | Vöhlinstadion, Illertissen                           |                                                      |
| 15:30                | Frisorger 41' | DFB Reporte Soccerway Reporte | Frisorger 3' (a.g.) · Vermeij 27' · Tzolis 90+1' | Asistencia: 3719 espectadores Árbitro(s): Lars Erbst | Asistencia: 3719 espectadores Árbitro(s): Lars Erbst |

| 13 de agosto de 2023 | Makkabi Berlín | 0:6 (0:2)                     | Wolfsburgo                                                     | Mommsenstadion, Berlín                                 |                                                        |
| 15:30                |                | DFB Reporte Soccerway Reporte | Nmecha 8' · Wind 9' · Tomás 53', 89' · Gerhardt 57' · Baku 79' | Asistencia: 4800 espectadores Árbitro(s): Riem Hussein | Asistencia: 4800 espectadores Árbitro(s): Riem Hussein |

| 13 de agosto de 2023 | Rot-Weiß Coblenza | 0:5 (0:3)                     | Kaiserslautern                                                | Stadion Oberwerth, Coblenza                                  |                                                              |
| 15:30                |                   | DFB Reporte Soccerway Reporte | Boyd 19', 90' · Niehues 35' · Tomiak 43' · Redondo 66' (pen.) | Asistencia: 10 176 espectadores Árbitro(s): Sascha Stegemann | Asistencia: 10 176 espectadores Árbitro(s): Sascha Stegemann |

| 13 de agosto de 2023 | Unterhaching               | 2:0 (1:0)                     | Augsburgo | Sportpark Unterhaching, Unterhaching                    |                                                         |
| 15:30                | Fetsch 28' · Mashigo 90+4' | DFB Reporte Soccerway Reporte |           | Asistencia: 12 500 espectadores Árbitro(s): Timo Gerach | Asistencia: 12 500 espectadores Árbitro(s): Timo Gerach |

| 13 de agosto de 2023 | Lokomotive Leipzig | 0:7 (0:1)                     | Eintracht Fráncfort                                                                   | Bruno-Plache-Stadion, Leipzig                              |                                                            |
| 15:30                |                    | DFB Reporte Soccerway Reporte | Kolo Muani 37' · Götze 58' · Marmoush 66' · Dina-Ebimbe 73', 90+1' · Nganham 76', 87' | Asistencia: 11 100 espectadores Árbitro(s): Michael Bacher | Asistencia: 11 100 espectadores Árbitro(s): Michael Bacher |

| 13 de agosto de 2023 | Oberachern | 0:2 (0:0)                     | Friburgo                | Dreisamstadion, Friburgo                                   |                                                            |
| 15:30                |            | DFB Reporte Soccerway Reporte | Günter 60' · Sallai 77' | Asistencia: 24 500 espectadores Árbitro(s): Richard Hempel | Asistencia: 24 500 espectadores Árbitro(s): Richard Hempel |

| 13 de agosto de 2023 | Energie Cottbus | 0:7 (0:3)                     | Paderborn 07                                                                             | Stadion der Freundschaft, Cottbus                           |                                                             |
| 18:00                |                 | DFB Reporte Soccerway Reporte | Pelivan 3' (a.g.) · Musliu 11' · Bilbija 20', 51' · Muslija 64' · Klaas 83' · Hansen 85' | Asistencia: 12 469 espectadores Árbitro(s): Robert Schröder | Asistencia: 12 469 espectadores Árbitro(s): Robert Schröder |

| 13 de agosto de 2023 | Astoria Walldorf | 0:4 (0:3)                     | Unión Berlín                                                   | Dietmar-Hopp-Sportpark, Walldorf                              |                                                               |
| 18:00                |                  | DFB Reporte Soccerway Reporte | Knoche 29' (pen.) · Becker 38' · Diogo Leite 41' · Haberer 80' | Asistencia: 4000 espectadores Árbitro(s): Wolfgang Haslberger | Asistencia: 4000 espectadores Árbitro(s): Wolfgang Haslberger |

| 13 de agosto de 2023 | FSV Frankfurt                 | 1:1 (1:1, 1:0) (t. s.)(0:3 p.) | Hansa Rostock               | PSD Bank Arena, Fráncfort                                   |                                                             |
| 18:00                | McLemore 29'                  | DFB Reporte Soccerway Reporte  | Güler 84'                   | Asistencia: 7374 espectadores Árbitro(s): Christian Dingert | Asistencia: 7374 espectadores Árbitro(s): Christian Dingert |
|                      |                               | Tiros desde el punto penal     |                             |                                                             |                                                             |
|                      | Azaouagh · Falaye · Emmerling |                                | Bachmann · Rossipal · Güler |                                                             |                                                             |

| 14 de agosto de 2023 | Homburgo                              | 3:0 (1:0)                     | Darmstadt 98 | Waldstadion Homburg, Homburgo                               |                                                             |
| 18:00                | Mendler 10' · Heilig 49' · Harres 81' | DFB Reporte Soccerway Reporte |              | Asistencia: 12 000 espectadores Árbitro(s): Daniel Schlager | Asistencia: 12 000 espectadores Árbitro(s): Daniel Schlager |

| 14 de agosto de 2023 | Jahn Ratisbona | 1:2 (0:1)                     | Magdeburgo                | Jahnstadion Regensburg, Ratisbona                     |                                                       |
| 18:00                | Kother 63'     | DFB Reporte Soccerway Reporte | Schuler 16' · Hugonet 59' | Asistencia: 6500 espectadores Árbitro(s): Patrick Alt | Asistencia: 6500 espectadores Árbitro(s): Patrick Alt |

| 14 de agosto de 2023 | Lübeck      | 1:4 (0:1)                     | Hoffenheim                                          | Stadion Lohmühle, Lübeck                                    |                                                             |
| 18:00                | Hugonet 59' | DFB Reporte Soccerway Reporte | Kramarić 42', 60' (pen.) · Bülter 69' · Justvan 76' | Asistencia: 13 000 espectadores Árbitro(s): Florian Lechner | Asistencia: 13 000 espectadores Árbitro(s): Florian Lechner |

| 14 de agosto de 2023 | Osnabrück    | 1:3 (1:1, 0:1) (t. s.)        | Colonia                                | Stadion Bremer Brücke, Osnabrück                               |                                                                |
| 20:45                | Makridis 73' | DFB Reporte Soccerway Reporte | Schmitz 43' · Adamyan 93' · Chabot 97' | Asistencia: 15 741 espectadores Árbitro(s): Florian Badstübner | Asistencia: 15 741 espectadores Árbitro(s): Florian Badstübner |

| 26 de septiembre de 2023 | Preußen Münster | 0:4 (0:3)                     | Bayern Múnich                                           | Preußenstadion, Münster                                         |                                                                 |
| 20:45                    |                 | DFB Reporte Soccerway Reporte | Choupo-Moting 9' · Laimer 40' · Krätzig 45+5' · Tel 86' | Asistencia: 12 794 espectadores Árbitro(s): Matthias Jöllenbeck | Asistencia: 12 794 espectadores Árbitro(s): Matthias Jöllenbeck |

| 27 de septiembre de 2023 | Wehen Wiesbaden  | 2:3 (1:2)                     | RB Leipzig                   | BRITA-Arena, Wiesbaden                                      |                                                             |
| 20:45                    | Prtajin 41', 73' | DFB Reporte Soccerway Reporte | Forsberg 7' · Šeško 18', 70' | Asistencia: 12 000 espectadores Árbitro(s): Robert Hartmann | Asistencia: 12 000 espectadores Árbitro(s): Robert Hartmann |

### Segunda ronda
El sorteo de la segunda ronda se celebró el 1 de octubre de 2023 a las 18:30 con Shkodran Mustafi sorteando los partidos. Dieciséis partidos tuvieron lugar el 31 de octubre y 1 de noviembre de 2023.
| 31 de octubre de 2023 | Homburgo                | 2:1 (1:0)                     | Greuther Fürth | Waldstadion Homburg, Homburgo                             |                                                           |
| 18:00                 | Eisele 31' · Harres 83' | DFB Reporte Soccerway Reporte | Hrgota 52'     | Asistencia: 5000 espectadores Árbitro(s): Florian Lechner | Asistencia: 5000 espectadores Árbitro(s): Florian Lechner |

| 31 de octubre de 2023 | San Pauli                          | 2:1 (1:1, 0:1) (t. s.)        | Schalke 04   | Millerntor-Stadion, Hamburgo                                |                                                             |
| 18:00                 | Hartel 57' (pen.) · Eggestein 102' | DFB Reporte Soccerway Reporte | Kamiński 16' | Asistencia: 29 546 espectadores Árbitro(s): Bastian Dankert | Asistencia: 29 546 espectadores Árbitro(s): Bastian Dankert |

| 31 de octubre de 2023 | Stuttgart | 1:0 (1:0)                     | Unión Berlín | MHPArena, Stuttgart                                          |                                                              |
| 18:00                 | Undav 45' | DFB Reporte Soccerway Reporte |              | Asistencia: 54 000 espectadores Árbitro(s): Sascha Stegemann | Asistencia: 54 000 espectadores Árbitro(s): Sascha Stegemann |

| 31 de octubre de 2023 | Wolfsburgo | 1:0 (1:0)                     | RB Leipzig | Volkswagen-Arena, Wolfsburgo                                   |                                                                |
| 18:00                 | Černý 14'  | DFB Reporte Soccerway Reporte |            | Asistencia: 16 031 espectadores Árbitro(s): Florian Badstübner | Asistencia: 16 031 espectadores Árbitro(s): Florian Badstübner |

| 31 de octubre de 2023 | Arminia Bielefeld                      | 1:1 (1:1, 1:0) (t. s.)(3:4 p.) | Hamburgo                                 | SchücoArena, Bielefeld                                    |                                                           |
| 20:45                 | Shipnoski 11'                          | DFB Reporte Soccerway Reporte  | Jatta 77'                                | Asistencia: 26 500 espectadores Árbitro(s): Robert Kampka | Asistencia: 26 500 espectadores Árbitro(s): Robert Kampka |
|                       |                                        | Tiros desde el punto penal     |                                          |                                                           |                                                           |
|                       | Klos · Gohlke · Mizuta · Großer · Wörl |                                | Bénes · Muheim · Glatzel · Krahn · Heyer |                                                           |                                                           |

| 31 de octubre de 2023 | Unterhaching                      | 3:6 (3:3, 1:0) (t. s.)        | Fortuna Düsseldorf                                                       | Sportpark Unterhaching, Unterhaching                         |                                                              |
| 20:45                 | Hobsch 34', 55' · Skarlatidis 71' | DFB Reporte Soccerway Reporte | Klaus 65' · Jóhannesson 67', 79', 107' · Tzolis 115' · Jastrzembski 117' | Asistencia: 10 000 espectadores Árbitro(s): Alexander Sather | Asistencia: 10 000 espectadores Árbitro(s): Alexander Sather |

| 31 de octubre de 2023 | Kaiserslautern                        | 3:2 (1:0)                     | Colonia                 | Estadio Fritz Walter, Kaiserslautern                       |                                                            |
| 20:45                 | Tachie 19' · Redondo 47' · Ritter 65' | DFB Reporte Soccerway Reporte | Thielmann 71' · Uth 81' | Asistencia: 49 327 espectadores Árbitro(s): Sven Jablonski | Asistencia: 49 327 espectadores Árbitro(s): Sven Jablonski |

| 31 de octubre de 2023 | Borussia Mönchengladbach | 3:1 (3:0)                     | Heidenheim | Borussia-Park, Mönchengladbach                          |                                                         |
| 20:45                 | Pefok 3', 9' · Hack 44'  | DFB Reporte Soccerway Reporte | Beck 78'   | Asistencia: 40 000 espectadores Árbitro(s): Timo Gerach | Asistencia: 40 000 espectadores Árbitro(s): Timo Gerach |

| 1 de noviembre de 2023 | Sandhausen                 | 2:5 (0:1)                     | Bayer Leverkusen                                             | BWT-Stadion am Hardtwald, Sandhausen                       |                                                            |
| 18:00                  | Ehlich 50' · Ben Balla 57' | DFB Reporte Soccerway Reporte | Palacios 21' (pen.) · Tah 54' · Hložek 85' · Adli 88', 90+2' | Asistencia: 10 022 espectadores Árbitro(s): Sven Jablonski | Asistencia: 10 022 espectadores Árbitro(s): Sven Jablonski |

| 1 de noviembre de 2023 | Holstein Kiel                                          | 3:3 (2:2, 0:2) (t. s.)(3:4 p.) | Magdeburgo                                  | Holstein-Stadion, Kiel                                |                                                       |
| 18:00                  | Heber 60' (a.g.) · Piccini 68' (a.g.) · Pichler 120+2' | DFB Reporte Soccerway Reporte  | Bockhorn 3' · Krempicki 11' · Amaechi 93'   | Asistencia: 11 112 espectadores Árbitro(s): Tom Bauer | Asistencia: 11 112 espectadores Árbitro(s): Tom Bauer |
|                        |                                                        | Tiros desde el punto penal     |                                             |                                                       |                                                       |
|                        | Machino · Simakala · Kleine-Bekel · Rothe · Holtby     |                                | Conde · Amaechi · Bockhorn · Gnaka · Arslan |                                                       |                                                       |

| 1 de noviembre de 2023 | Borussia Dortmund | 1:0 (1:0)                     | Hoffenheim | Signal Iduna Park, Dortmund                             |                                                         |
| 18:00                  | Reus 43'          | DFB Reporte Soccerway Reporte |            | Asistencia: 81 365 espectadores Árbitro(s): Harm Osmers | Asistencia: 81 365 espectadores Árbitro(s): Harm Osmers |

| 1 de noviembre de 2023 | Friburgo      | 1:3 (0:2)                     | Paderborn 07                  | Europa-Park Stadion, Friburgo                                 |                                                               |
| 18:00                  | Eggestein 70' | DFB Reporte Soccerway Reporte | Bilbija 4', 56' · Muslija 33' | Asistencia: 31 500 espectadores Árbitro(s): Christian Dingert | Asistencia: 31 500 espectadores Árbitro(s): Christian Dingert |

| 1 de noviembre de 2023 | Viktoria Colonia | 0:2 (0:1)                     | Eintracht Fráncfort     | Sportpark Höhenberg, Colonia                        |                                                     |
| 20:45                  |                  | DFB Reporte Soccerway Reporte | Skhiri 14' · Knauff 90' | Asistencia: 8343 espectadores Árbitro(s): Max Burda | Asistencia: 8343 espectadores Árbitro(s): Max Burda |

| 1 de noviembre de 2023 | Saarbrücken                   | 2:1 (1:1)                     | Bayern Múnich | Ludwigsparkstadion, Sarrebruck                               |                                                              |
| 20:45                  | Sontheimer 45+1' · Gaus 90+6' | DFB Reporte Soccerway Reporte | Müller 16'    | Asistencia: 16 003 espectadores Árbitro(s): Frank Willenborg | Asistencia: 16 003 espectadores Árbitro(s): Frank Willenborg |

| 1 de noviembre de 2023 | Núremberg                          | 3:2 (2:2, 0:0) (t. s.)        | Hansa Rostock              | Max-Morlock-Stadion, Núremberg |                          |
| 20:45                  | Okunuki 63' · Lohkemper 90+5', 99' | DFB Reporte Soccerway Reporte | Brumado 58' · Kinsombi 74' | Árbitro(s): Arne Aarnink       | Árbitro(s): Arne Aarnink |

| 1 de noviembre de 2023 | Hertha Berlín                                  | 3:0 (1:0)                     | Maguncia 05 | Estadio Olímpico, Berlín                                        |                                                                 |
| 20:45                  | Reese 45+3' (pen.) · Tabaković 50' (pen.), 61' | DFB Reporte Soccerway Reporte |             | Asistencia: 29 621 espectadores Árbitro(s): Matthias Jöllenbeck | Asistencia: 29 621 espectadores Árbitro(s): Matthias Jöllenbeck |

### Cuadro de desarrollo
|  | Octavos de final                 | Octavos de final         |                  |       | Cuartos de final           | Cuartos de final           |  |  | Semifinales    | Semifinales    |  |  | Final      | Final      |
|  | 5 y 6 de diciembre               | 5 y 6 de diciembre       |                  |       | 30 de enero al 12 de marzo | 30 de enero al 12 de marzo |  |  | 2 y 3 de abril | 2 y 3 de abril |  |  | 25 de mayo | 25 de mayo |
|  |                                  |                          |                  |       |                            |                            |  |  |                |                |  |  |            |            |
|  |                                  |                          |                  |       |                            |                            |  |  |                |                |  |  |            |            |
|  |                                  |                          |                  |       |                            |                            |  |  |                |                |  |  |            |            |
|  | Saarbrücken                      | 2                        |                  |       |                            |                            |  |  |                |                |  |  |            |            |
|  | Saarbrücken                      | 2                        |                  |       |                            |                            |  |  |                |                |  |  |            |            |
|  | Eintracht Fráncfort              | 0                        |                  |       |                            |                            |  |  |                |                |  |  |            |            |
|  | Eintracht Fráncfort              | 0                        | Saarbrücken      | 2     |                            |                            |  |  |                |                |  |  |            |            |
|  |                                  |                          |                  | 2     |                            |                            |  |  |                |                |  |  |            |            |
|  |                                  | Borussia Mönchengladbach | 1                |       |                            |                            |  |  |                |                |  |  |            |            |
|  | Borussia Mönchengladbach (t. s.) | Borussia Mönchengladbach | 1                | 1     |                            |                            |  |  |                |                |  |  |            |            |
|  | Borussia Mönchengladbach (t. s.) |                          |                  | 1     |                            |                            |  |  |                |                |  |  |            |            |
|  | Wolfsburgo                       | 0                        |                  |       |                            |                            |  |  |                |                |  |  |            |            |
|  | Wolfsburgo                       | 0                        | Saarbrücken      | 0     |                            |                            |  |  |                |                |  |  |            |            |
|  |                                  |                          |                  | 0     |                            |                            |  |  |                |                |  |  |            |            |
|  |                                  | Kaiserslautern           | 2                |       |                            |                            |  |  |                |                |  |  |            |            |
|  | Hertha Berlín                    | Kaiserslautern           | 2                | 3 (5) |                            |                            |  |  |                |                |  |  |            |            |
|  | Hertha Berlín                    |                          |                  | 3 (5) |                            |                            |  |  |                |                |  |  |            |            |
|  | Hamburgo                         | 3 (3)                    |                  |       |                            |                            |  |  |                |                |  |  |            |            |
|  | Hamburgo                         | 3 (3)                    | Hertha Berlín    | 1     |                            |                            |  |  |                |                |  |  |            |            |
|  |                                  |                          |                  | 1     |                            |                            |  |  |                |                |  |  |            |            |
|  |                                  | Kaiserslautern           | 3                |       |                            |                            |  |  |                |                |  |  |            |            |
|  | Kaiserslautern                   | Kaiserslautern           | 3                | 2     |                            |                            |  |  |                |                |  |  |            |            |
|  | Kaiserslautern                   |                          |                  | 2     |                            |                            |  |  |                |                |  |  |            |            |
|  | Núremberg                        | 0                        |                  |       |                            |                            |  |  |                |                |  |  |            |            |
|  | Núremberg                        | 0                        | Kaiserslautern   | 0     |                            |                            |  |  |                |                |  |  |            |            |
|  |                                  |                          |                  | 0     |                            |                            |  |  |                |                |  |  |            |            |
|  |                                  | Bayer Leverkusen         | 1                |       |                            |                            |  |  |                |                |  |  |            |            |
|  | Bayer Leverkusen                 | Bayer Leverkusen         | 1                | 3     |                            |                            |  |  |                |                |  |  |            |            |
|  | Bayer Leverkusen                 |                          |                  | 3     |                            |                            |  |  |                |                |  |  |            |            |
|  | Paderborn 07                     | 1                        |                  |       |                            |                            |  |  |                |                |  |  |            |            |
|  | Paderborn 07                     | 1                        | Bayer Leverkusen | 3     |                            |                            |  |  |                |                |  |  |            |            |
|  |                                  |                          |                  | 3     |                            |                            |  |  |                |                |  |  |            |            |
|  |                                  | Stuttgart                | 2                |       |                            |                            |  |  |                |                |  |  |            |            |
|  | Stuttgart                        | Stuttgart                | 2                | 2     |                            |                            |  |  |                |                |  |  |            |            |
|  | Stuttgart                        |                          |                  | 2     |                            |                            |  |  |                |                |  |  |            |            |
|  | Borussia Dortmund                | 0                        |                  |       |                            |                            |  |  |                |                |  |  |            |            |
|  | Borussia Dortmund                | 0                        | Bayer Leverkusen | 4     |                            |                            |  |  |                |                |  |  |            |            |
|  |                                  |                          |                  | 4     |                            |                            |  |  |                |                |  |  |            |            |
|  |                                  | Fortuna Düsseldorf       | 0                |       |                            |                            |  |  |                |                |  |  |            |            |
|  | Homburgo                         | Fortuna Düsseldorf       | 0                | 1     |                            |                            |  |  |                |                |  |  |            |            |
|  | Homburgo                         |                          |                  | 1     |                            |                            |  |  |                |                |  |  |            |            |
|  | San Pauli                        | 4                        |                  |       |                            |                            |  |  |                |                |  |  |            |            |
|  | San Pauli                        | 4                        | San Pauli        | 2 (3) |                            |                            |  |  |                |                |  |  |            |            |
|  |                                  |                          |                  | 2 (3) |                            |                            |  |  |                |                |  |  |            |            |
|  |                                  | Fortuna Düsseldorf       | 2 (4)            |       |                            |                            |  |  |                |                |  |  |            |            |
|  | Magdeburgo                       | Fortuna Düsseldorf       | 2 (4)            | 1     |                            |                            |  |  |                |                |  |  |            |            |
|  | Magdeburgo                       |                          |                  | 1     |                            |                            |  |  |                |                |  |  |            |            |
|  | Fortuna Düsseldorf               | 2                        |                  |       |                            |                            |  |  |                |                |  |  |            |            |
|  | Fortuna Düsseldorf               | 2                        |                  |       |                            |                            |  |  |                |                |  |  |            |            |

### Octavos de final
El sorteo de los octavos de final se celebró el 5 de noviembre de 2023 con Denise Schindler sorteando los cruces. Ocho partidos tuvieron lugar el 5 y 6 de diciembre de 2023.
| 5 de diciembre de 2023 | Kaiserslautern        | 2:0 (0:0)                     | Núremberg | Estadio Fritz Walter, Kaiserslautern                        |                                                             |
| 18:30                  | Tachie 75' · Ache 78' | DFB Reporte Soccerway Reporte |           | Asistencia: 48 300 espectadores Árbitro(s): Patrick Ittrich | Asistencia: 48 300 espectadores Árbitro(s): Patrick Ittrich |

| 5 de diciembre de 2023 | Magdeburgo | 1:2 (1:0)                     | Fortuna Düsseldorf | MDCC-Arena, Magdeburgo                                      |                                                             |
| 18:30                  | Atik 15'   | DFB Reporte Soccerway Reporte | Niemiec 87', 90+2' | Asistencia: 20 090 espectadores Árbitro(s): Robert Hartmann | Asistencia: 20 090 espectadores Árbitro(s): Robert Hartmann |

| 5 de diciembre de 2023 | Borussia Mönchengladbach | 1:0 (0:0, 0:0) (t. s.)        | Wolfsburgo | Borussia-Park, Mönchengladbach                              |                                                             |
| 20:45                  | Koné 120'                | DFB Reporte Soccerway Reporte |            | Asistencia: 39 827 espectadores Árbitro(s): Bastian Dankert | Asistencia: 39 827 espectadores Árbitro(s): Bastian Dankert |

| 5 de diciembre de 2023 | Homburgo    | 1:4 (1:1)                     | San Pauli                                        | Waldstadion Homburg, Homburgo                               |                                                             |
| 20:45                  | Mendler 28' | DFB Reporte Soccerway Reporte | Wahl 24' · Saad 64' · Hartel 69' · Eggestein 73' | Asistencia: 12 232 espectadores Árbitro(s): Martin Petersen | Asistencia: 12 232 espectadores Árbitro(s): Martin Petersen |

| 6 de diciembre de 2023 | Saarbrücken              | 2:0 (0:0)                     | Eintracht Fráncfort | Ludwigsparkstadion, Sarrebruck                             |                                                            |
| 18:30                  | Brünker 64' · Kerber 78' | DFB Reporte Soccerway Reporte |                     | Asistencia: 15 905 espectadores Árbitro(s): Daniel Siebert | Asistencia: 15 905 espectadores Árbitro(s): Daniel Siebert |

| 6 de diciembre de 2023 | Bayer Leverkusen                         | 3:1 (2:0)                     | Paderborn 07 | BayArena, Leverkusen                                       |                                                            |
| 18:30                  | Boniface 12' · Palacios 28' · Schick 87' | DFB Reporte Soccerway Reporte | Klaas 83'    | Asistencia: 29 249 espectadores Árbitro(s): Tobias Stieler | Asistencia: 29 249 espectadores Árbitro(s): Tobias Stieler |

| 6 de diciembre de 2023 | Hertha Berlín                                    | 3:3 (2:2, 1:2) (t. s.)(5:3 p.) | Hamburgo                                    | Estadio Olímpico, Berlín                                     |                                                              |
| 20:45                  | Reese 21', 90' · Kenny 120'                      | DFB Reporte Soccerway Reporte  | Pherai 31' · Bénes 43' · Königsdörffer 102' | Asistencia: 58 946 espectadores Árbitro(s): Sascha Stegemann | Asistencia: 58 946 espectadores Árbitro(s): Sascha Stegemann |
|                        |                                                  | Tiros desde el punto penal     |                                             |                                                              |                                                              |
|                        | Prevljak · Klemens · El-Jindaoui · Kenny · Reese |                                | Bénes · Muheim · Glatzel · Königsdörffer    |                                                              |                                                              |

| 6 de diciembre de 2023 | Stuttgart                | 2:0 (0:0)                     | Borussia Dortmund | MHPArena, Stuttgart                                        |                                                            |
| 20:45                  | Guirassy 55' · Silas 77' | DFB Reporte Soccerway Reporte |                   | Asistencia: 54 500 espectadores Árbitro(s): Benjamin Brand | Asistencia: 54 500 espectadores Árbitro(s): Benjamin Brand |

### Cuartos de final
El sorteo de los cuartos de final se celebró el 10 de diciembre de 2023 con Jens Nowotny sorteando los cruces. Cuatro partidos tuvieron lugar entre el 30 de enero y 12 de marzo de 2024.
| 30 de enero de 2024 | San Pauli                                 | 2:2 (1:1, 0:1) (t. s.)(3:4 p.) | Fortuna Düsseldorf                                 | Millerntor-Stadion, Hamburgo                                 |                                                              |
| 20:45               | Hartel 60' (pen.) · Boukhalfa 120+1'      | DFB Reporte Soccerway Reporte  | Vermeij 38' (pen.) · Tanaka 99'                    | Asistencia: 29 546 espectadores Árbitro(s): Sascha Stegemann | Asistencia: 29 546 espectadores Árbitro(s): Sascha Stegemann |
|                     |                                           | Tiros desde el punto penal     |                                                    |                                                              |                                                              |
|                     | Smith · Saad · Sinani · Maurides · Hartel |                                | Hoffmann · Daferner · Engelhardt · Tanaka · Tzolis |                                                              |                                                              |

| 31 de enero de 2024 | Hertha Berlín | 1:3 (0:2)                     | Kaiserslautern                     | Estadio Olímpico, Berlín                                        |                                                                 |
| 20:45               | Reese 90+1'   | DFB Reporte Soccerway Reporte | Elvedi 5' · Tachie 38' · Kaloč 69' | Asistencia: 74 245 espectadores Árbitro(s): Matthias Jöllenbeck | Asistencia: 74 245 espectadores Árbitro(s): Matthias Jöllenbeck |

| 6 de febrero de 2024 | Bayer Leverkusen                 | 3:2 (0:1)                     | Stuttgart               | BayArena, Leverkusen        |                             |
| 20:45                | Andrich 50' · Adli 66' · Tah 90' | DFB Reporte Soccerway Reporte | Anton 11' · Führich 58' | Árbitro(s): Daniel Schlager | Árbitro(s): Daniel Schlager |

| 12 de marzo de 2024 | Saarbrücken               | 2:1 (1:1)                     | Borussia Mönchengladbach | Ludwigsparkstadion, Sarrebruck |                             |
| 20:45               | Naïfi 11' · Brunker 90+3' | DFB Reporte Soccerway Reporte | Hack 8'                  | Árbitro(s): Robert Hartmann    | Árbitro(s): Robert Hartmann |

### Semifinales
El sorteo de las semifinales se celebró el 11 de febrero de 2024 con Béla Réthy sorteando los cruces. Los partidos tuvieron lugar el 2 y 3 de abril de 2024.
| 2 de abril de 2024 | Saarbrücken | 0:2 (0:0)                     | Kaiserslautern         | Ludwigsparkstadion, Sarrebruck                          |                                                         |
| 20:45              |             | DFB Reporte Soccerway Reporte | Ritter 53' · Touré 75' | Asistencia: 15 903 espectadores Árbitro(s): Marco Fritz | Asistencia: 15 903 espectadores Árbitro(s): Marco Fritz |

| 3 de abril de 2024 | Bayer Leverkusen                               | 4:0 (3:0)                     | Fortuna Düsseldorf | BayArena, Leverkusen                                          |                                                               |
| 20:45              | Frimpong 7' · Adli 20' · Wirtz 36', 60' (pen.) | DFB Reporte Soccerway Reporte |                    | Asistencia: 30 210 espectadores Árbitro(s): Christian Dingert | Asistencia: 30 210 espectadores Árbitro(s): Christian Dingert |

### Final
| 25 de mayo de 2024 | Kaiserslautern | 0:1 (0:1)                     | Bayer Leverkusen | Estadio Olímpico, Berlín                                    |                                                             |
| 20:00              |                | DFB Reporte Soccerway Reporte | Xhaka 17'        | Asistencia: 74 322 espectadores Árbitro(s): Bastian Dankert | Asistencia: 74 322 espectadores Árbitro(s): Bastian Dankert |

| 18         | Guardameta     | Julian Krahl      |       |
| 31         | Defensa        | Ben Zolinski      | 74'   |
| 33         | Defensa        | Jan Elvedi        |       |
| 2          | Defensa        | Boris Tomiak      |       |
| 15         | Defensa        | Tymoteusz Puchacz |       |
| 20         | Centrocampista | Tobias Raschl     | 83'   |
| 26         | Centrocampista | Filip Kaloč       |       |
| 8          | Centrocampista | Jean Zimmer       | 90+3' |
| 7          | Centrocampista | Marlon Ritter     |       |
| 11         | Centrocampista | Kenny Redondo     | 83'   |
| 19         | Delantero      | Daniel Hanslik    | 46'   |
| Entrenador | Entrenador     | Friedhelm Funkel  |       |

| 1          | Guardameta     | Lukáš Hrádecký     |       |
| 12         | Defensa        | Edmond Tapsoba     |       |
| 4          | Defensa        | Jonathan Tah       |       |
| 6          | Defensa        | Odilon Kossounou   |       |
| 30         | Centrocampista | Jeremie Frimpong   | 90+4' |
| 8          | Centrocampista | Robert Andrich     |       |
| 34         | Centrocampista | Granit Xhaka       |       |
| 20         | Centrocampista | Alejandro Grimaldo | 85'   |
| 7          | Delantero      | Jonas Hofmann      | 46'   |
| 10         | Delantero      | Florian Wirtz      | 90+3' |
| 14         | Delantero      | Patrik Schick      | 46'   |
| Entrenador | Entrenador     | Xabi Alonso        |       |

| 9  | Delantero      | Ragnar Ache     | 46'   |
| 29 | Delantero      | Richmond Tachie | 74'   |
| 10 | Centrocampista | Philipp Klement | 83'   |
| 17 | Delantero      | Aaron Opoku     | 83'   |
| 6  | Defensa        | Almamy Touré    | 90+3' |

| 21 | Centrocampista | Amine Adli     | 46'   |
| 2  | Defensa        | Josip Stanišić | 46'   |
| 3  | Defensa        | Piero Hincapié | 85'   |
| 23 | Delantero      | Adam Hložek    | 90+3' |
| 19 | Centrocampista | Nathan Tella   | 90+4' |

| Anotado | 17 | Granit Xhaka | 0-1 |

| Amonestado | 86'   | Jan Elvedi      |
| Amonestado | 90+5' | Philipp Klement |

| Amonestado | 3'    | Odilon Kossounou |
| Amonestado | 90+6' | Lukáš Hrádecký   |

| Otorgado · Expulsado | 44' | Odilon Kossounou |

| Árbitro             | Bastian Dankert    |
| Árbitros asistentes | René Rohde         |
| Árbitros asistentes | Marcel Unger       |
| Cuarto árbitro      | Florian Badstübner |
| Quinto árbitro      | Stefan Lupp        |
| VAR                 | Harm Osmers        |
| Asistente VAR       | Holger Henschel    |

| 18         | Guardameta     | Julian Krahl      |       |
| 31         | Defensa        | Ben Zolinski      | 74'   |
| 33         | Defensa        | Jan Elvedi        |       |
| 2          | Defensa        | Boris Tomiak      |       |
| 15         | Defensa        | Tymoteusz Puchacz |       |
| 20         | Centrocampista | Tobias Raschl     | 83'   |
| 26         | Centrocampista | Filip Kaloč       |       |
| 8          | Centrocampista | Jean Zimmer       | 90+3' |
| 7          | Centrocampista | Marlon Ritter     |       |
| 11         | Centrocampista | Kenny Redondo     | 83'   |
| 19         | Delantero      | Daniel Hanslik    | 46'   |
| Entrenador | Entrenador     | Friedhelm Funkel  |       |

| 1          | Guardameta     | Lukáš Hrádecký     |       |
| 12         | Defensa        | Edmond Tapsoba     |       |
| 4          | Defensa        | Jonathan Tah       |       |
| 6          | Defensa        | Odilon Kossounou   |       |
| 30         | Centrocampista | Jeremie Frimpong   | 90+4' |
| 8          | Centrocampista | Robert Andrich     |       |
| 34         | Centrocampista | Granit Xhaka       |       |
| 20         | Centrocampista | Alejandro Grimaldo | 85'   |
| 7          | Delantero      | Jonas Hofmann      | 46'   |
| 10         | Delantero      | Florian Wirtz      | 90+3' |
| 14         | Delantero      | Patrik Schick      | 46'   |
| Entrenador | Entrenador     | Xabi Alonso        |       |

| 9  | Delantero      | Ragnar Ache     | 46'   |
| 29 | Delantero      | Richmond Tachie | 74'   |
| 10 | Centrocampista | Philipp Klement | 83'   |
| 17 | Delantero      | Aaron Opoku     | 83'   |
| 6  | Defensa        | Almamy Touré    | 90+3' |

| 21 | Centrocampista | Amine Adli     | 46'   |
| 2  | Defensa        | Josip Stanišić | 46'   |
| 3  | Defensa        | Piero Hincapié | 85'   |
| 23 | Delantero      | Adam Hložek    | 90+3' |
| 19 | Centrocampista | Nathan Tella   | 90+4' |

| Anotado | 17 | Granit Xhaka | 0-1 |

| Amonestado | 86'   | Jan Elvedi      |
| Amonestado | 90+5' | Philipp Klement |

| Amonestado | 3'    | Odilon Kossounou |
| Amonestado | 90+6' | Lukáš Hrádecký   |

| Otorgado · Expulsado | 44' | Odilon Kossounou |

| Árbitro             | Bastian Dankert    |
| Árbitros asistentes | René Rohde         |
| Árbitros asistentes | Marcel Unger       |
| Cuarto árbitro      | Florian Badstübner |
| Quinto árbitro      | Stefan Lupp        |
| VAR                 | Harm Osmers        |
| Asistente VAR       | Holger Henschel    |

|                                        |
| Bandera de Renania del Norte-Westfalia |
| Campeón Bayer Leverkusen 2.º título    |

## Máximos goleadores
| Jugador          | Equipo             | Goles |
| ---------------- | ------------------ | ----- |
| Filip Bilbija    | Paderborn 07       | 4     |
| Amine Adli       | Bayer Leverkusen   | 3     |
| Marcel Hartel    | San Pauli          | 3     |
| Adam Hložek      | Bayer Leverkusen   | 3     |
| Bakery Jatta     | Hamburgo           | 3     |
| Ísak Jóhannesson | Fortuna Düsseldorf | 3     |
| Fabian Reese     | Hertha Berlín      | 3     |
| Haris Tabaković  | Hertha Berlín      | 3     |
| Can Uzun         | Núremberg          | 3     |